# Дальнее (Правдинский район)
Дальнее — посёлок в Правдинском районе Калининградской области. Входит в состав Правдинского городского поселения.

## Население
| 2002 | 2010 |
| ---- | ---- |
| 196  | ↘177 |